# Christian Holl
Pour l’article homonyme, voir Holl.
 (décembre 2013).
Si vous disposez d'ouvrages ou d'articles de référence ou si vous connaissez des sites web de qualité traitant du thème abordé ici, merci de compléter l'article en donnant les références utiles à sa vérifiabilité et en les liant à la section « Notes et références ».
Christian Holl, né le 13 février 1960 à Paris, est un chasseur de sons et auteur-compositeur français.
« La planète a son chant. Notre monde est un immense orchestre pour qui sait tendre opportunément l'oreille. Chaque élément minéral, végétal ou animal, chaque grain de lumière, chaque mouvement d'air, chaque objet possède sa propre mélodie. En chacun d'eux se cache la clé d'une immense partition. Encore faut-il la révéler et faire chanter le silence... Christian Holl »

## Présentation
Christian Holl crée des hymnes qui témoignent de la vie d'une terre, de celle des hommes, des animaux et plantes qui l'habitent. Après avoir habillé depuis plus de vingt ans les documentaires nature, animaliers et ethniques de leurs partitions sonores et musicales (Ushuaïa, National Geographic, BBC, et sur l'ensemble des chaînes françaises) Christian répondait en 2006 à une commande de l'UNESCO, à l'occasion du 60e anniversaire de l'institution: Transposer les Temples d'Angkor sur "partition".
De son enquête sonore au Cambodge, Christian Holl est revenu avec un livre/Cd avec de multiples sons et mélodies. Comme à son habitude, il révélait des musiques cachées: Le murmure chargé d'histoire des eaux de la rivière aux mille lingas, la vibration d'une liane d'un arbre fromager, dont la résonance s'étend aux ruines qu'elle enserre, le murmure du vent dans les filets des pêcheurs...
Ses carnets de voyages sonores et musicaux étaient nés. Christian a reçu pour ce travail le prix du "Coup de Cœur" de l'Académie Charles-Cros 2007.
Utiliser les sons qu'il traque de la planète comme un moyen de narration pour conter l'histoire d'un pays, de sa culture et de son patrimoine, devient sa conduite éditoriale. Cette démarche séduit l'UNESCO qui depuis le mandate régulièrement pour revaloriser le Patrimoine mondial sous un autre regard, celui de son écoute et des musiques qu'il en compose...
Depuis il continue sans cesse de sillonner la planète pour enrichir sa collection du Monde sur Partition. La chaîne de télévision Arte lui a commandé en 2009 dans cette mouvance, une série de trois documentaires sur son travail à travers le monde, Empreintes sonores Cette collection est diffusée internationalement. Pour ce faire, il s'est rendu à Madagascar pour faire chanter la nature sauvage, au Bénin et au Brésil sur les traces de la route des esclaves, et enfin au Népal pour un voyage empreint de spiritualité.
« Quand mes activités permettent un petit trait d'union d'amour, de partage et de solidarité avec les peuples du bout du monde, alors ma passion prend un nouveau sens... C'est désormais tout l'engagement de ma vie... Christian Holl »

## Biographie
Dès l'âge de dix ans, Christian Holl compose des chants religieux, puis entre à 14 ans au Petit Conservatoire de Mireille. Il étudie en parallèle la musique et le piano à l'école musicale de Michel Sogny. 
En 1980 il compose et interprète son 1er SP "Shooting Star's Light". Il représente la France dans divers festivals internationaux dont ceux de Bratislava, d'Alexandrie et de Séoul où il revient à chaque fois récompensé. En 1985, il compose Le monde à l'envers pour la chanteuse japonaise Asami Kobayashi et reçoit le prix du "Best Music Composer Award" au Festival de Tokyo pour son album Femme dans ma vie.
Après la sortie de l'album N'aie pas peur d'aimer(1986), des problèmes de santé lui font abandonner l'interprétation. Il compose, quelques pubs, des albums pour enfants Le Retour des Pieds Nickelés (1990), Le Tour du monde de Bégonia et Philou et des chansons pour d'autres artistes Ophélia et Danger Liaisons pour Michelle Torr (1991), l'album L'Air de rien pour Georges Chelon (1994), Sans défense (2005) et Où es-tu ? (2007) pour Clémence St-Preux.
Dès 1988, il parcourt sans fin la planète avec les plus grands réalisateurs animaliers et ethniques. Ses compositions originales mariant harmonieusement la musique et la matière sonore des pays visités sont appréciés aux quatre coins du monde. Christian Holl a plus de 200 documentaires à son actif en tant que compositeur.
En 2007, il est mandaté par l'UNESCO pour effectuer un travail sonore et musical sur les temples d'Angkor au Cambodge, Angkor sur Partition. Cela lui ouvrira la voie de mettre le "Monde sur Partition".
En 2011, Christian Holl devient ambassadeur de l'association Nos petits frères et sœurs qu'il découvre lors d'un voyage en Haïti dans le cadre du projet "Haïti en cœur".

## Compositeur
- Des volcans et des hommes d'Haroun Tazieff
- Les Animaux du Monde
- Ushuaïa Nature
- Voix bouddhistes
- Marineland, pour le parc animalier d'Antibes
- Fous d'animaux, série documentaire
- À la recherche des animaux perdus, série documentaire de Jean-Louis Burgat
- Passion sauvage, série documentaire

## Distinctions
- Chevalier des Arts et des Lettres[3]